# Антонінська селищна рада
Антоні́нська се́лищна ра́да — орган місцевого самоврядування Антонінської селищної громади у Хмельницькому районі Хмельницької області. Адміністративний центр — селище міського типу Антоніни.

## Склад ради
Рада складається з 20 депутатів та голови.
- Голова ради: Оцалюк Анатолій Васильович
- Секретар ради: Оцалюк Анатолій Васильович

### Керівний склад попередніх скликань
| Прізвище, ім'я, по батькові   | Основні відомості                                                | Дата обрання | Дата звільнення |
| ----------------------------- | ---------------------------------------------------------------- | ------------ | --------------- |
| Пасічник Валентина Миколаївна | Селищний голова, 1970 року народження, позапартійна              | 26.03.2006   | 31.10.2010      |
| Кондратюк Наталія Анатоліївна | Селищний голова, 1966 року народження, освіта вища, позапартійна | 31.10.2010   |                 |

Примітка: таблиця складена за даними сайту Верховної Ради України

### Депутати
За результатами місцевих виборів 2020 року депутатами ради стали:

#### За суб'єктами висування
| Суб'єкт висування                      | Кількість обраних депутатів | %  |
| -------------------------------------- | --------------------------- | -- |
| За конкретні справи                    | 9                           | 43 |
| Слуга народу                           | 6                           | 29 |
| За майбутнє                            | 3                           | 14 |
| Всеукраїнське об'єднання «Батьківщина» | 2                           | 9  |
| Самовисування                          | 1                           | 5  |